# Pilos

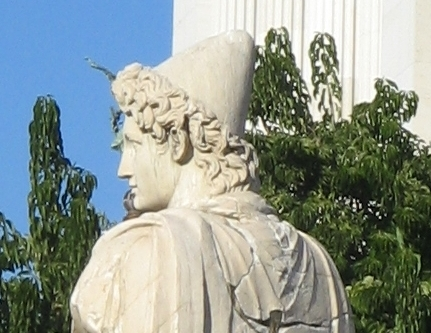
Pilos na głowie jednego z Dioskurów

Pilos (stgr. πῖλος) – stożkowata czapka filcowa noszona przez mężczyzn w starożytnej Grecji w epoce klasycznej. 
Wykonywano ją ze stosunkowo sztywnego filcu, ale także ze skóry, a nawet z metalu. Czasem dodawano przeciwsłoneczny daszek i zdobienia. Jej odmianą był pilidion (mały pilos) – rodzaj mycki z filcu lub wełny noszonej przez niewolników, żeglarzy i wolnych wyrobników, a będącej też nakryciem głowy Hefajstosa jako patrona robotników. 
Ateńczyk z wyższych warstw społecznych nie używał publicznie tych nakryć głowy, z wyjątkiem osoby pragnącej uchodzić za oryginała. Np. Solon, chcąc bezpiecznie głosić swoje poglądy polityczne, udawał człowieka niezrównoważonego, pojawiając się na ateńskiej agorze w pilidionie.
W sztuce stożkowy pilos był charakterystyczny dla wyobrażeń Dioskurów, co w starożytności wywodzono ze skorupy jaja, z którego wyszli po narodzinach. Pojawia się on też na głowach wotywnych figurynek w sanktuarium Kabirów w Tebach.
W wojsku było to nakrycie głowy lekkiej piechoty (peltastów), często w połączeniu z krótkim chitonem eksomís. Niekiedy hoplici wkładali pilos pod ciężki hełm zwany „korynckim”, co jednak było niewygodne i utrudniało obserwację otoczenia; z czasem (w V wieku p.n.e.) sam hełm przybrał kształt i przyjął nazwę pilosu. Podobne hełmy miedziane lub mosiężne były w powszechnym użyciu podczas wojny peloponeskiej.